# Francisco Guimarães
Francisco Guimarães, ou Vaga-lume, né vers 1875-1880 à Rio de Janeiro et mort le 9 janvier 1946 dans la même ville, est un journaliste et dramaturge brésilien. Il est l'un des chroniqueurs les plus populaires de son époque dans la capitale du pays d'alors, reconnu pour son œuvre pionnière Na Roda do Samba et pour être le premier à décrire le carnaval dans les journaux.

## Biographie
Sa date de naissance est incertaine, elle se situe vers la fin des années 1870 ou au début des années 1880.
Fils d'ouvriers Noirs, il représente l'un des nombreux descendants d'anciens esclaves qui, dans la capitale, cherchent de nouvelles formes de subsistance et d'affirmation après la fin de la servitude ; en ce sens, il réussit, à travers les différents journaux où il travaille, à renseigner sur les coutumes et la culture des personnes Noires et métisses qui vivent à Rio de Janeiro, dont la samba est devient le symbole le plus visible.
Il écrit sous le pseudonyme de Vagalume et, lorsqu'il travaille pour le Jornal do Brasil, il lance une rubrique pionnière pour diffuser des informations sur le carnaval, qui est ensuite imitée par d'autres journaux.

## Publication
Publié en 1933 par Tipografia São Benedito, son livre Na Roda do Samba raconte l'histoire du rythme et recense ses principaux compositeurs et plus grands interprètes. L'œuvre reflète les liens étroits de l'auteur avec le milieu artistique de la ville, et renseigne sur la transition que le rythme a connue en passant des communautés Noires à son adoption dans les "rodas chiques", en devenant partie intégrante du programme des stations de radio et des enregistrements.
L'ouvrage fut réédité à plusieurs reprises par Funarte et commença à rendre un hommage posthume à de grands noms de la culture noire de Rio, comme Eduardo das Neves, Sinhô ou Henrique Assumano Mina do Brasil.